# Acció Regional
Acció Regional va ser una petita associació política espanyola, activa breument al començament de la Transició. Estava liderada per l'exministre franquista català Laureano López Rodó, qui la va definir en la seva primera assemblea general com a «regionalista, conservadora i humanista», mentre que va ser secretari general José María Ruiz Gallardón, pare d'Alberto Ruiz-Gallardón, i en foren nomenats vicepresidents José María Gamazo Manglano, Fernando Liñán y Zofío, Torcuato Luca de Tena, José María Manglano de la Lastra, Juan Alberto Valls i Julio Rodríguez Martínez.
Va ser creada en 1976 i a l'any següent va ser un dels grups fundadors d'Alianza Popular.